# Lu Ning
Lu Ning est un ancien joueur de snooker professionnel chinois né le 1er janvier 1994 à Jilin, au Nord-Est de la Chine.
Champion du monde amateur des moins de 21 ans, sa carrière professionnelle est principalement marquée par une finale au championnat de la ligue 2022.

## Carrière
Lu Ning découvre le snooker en 2005, lors de la victoire de son compatriote Ding Junhui à l'Open de Chine face à Stephen Hendry. En 2007, son talent est repéré par le père de Ding qui commence à l'entraîner. Lu fait ses débuts sur le circuit mondial de snooker en 2012, lorsqu'il participe à deux tournois internationaux ; l'Open mondial et l'Open de Chine. À Pékin, il réussit à franchir le premier tour, battant le no 6 mondial de l'époque, Shaun Murphy, 5 manches à 2. Il s'incline au tour suivant contre Ali Carter.  
Lu remporte en 2013 le championnat du monde dans la catégorie des moins de 21 ans aux dépens de Zhou Yuelong et gagne sa place sur le circuit professionnel. Après deux années passées sur le circuit principal, Lu est relégué dans les rangs amateurs car il n'a pas accumulé suffisamment de points au classement. Il réintègre le circuit en 2018.  
Lu réalise ses premières performances pendant la saison 2018-2019. Il atteint sa première demi-finale d'un tournoi classé à l'Open de Gibraltar, battant sur sa route l'ancien champion du monde Shaun Murphy. Il s'incline devant Ryan Day. Lu rejoint également les quarts de finale de l'Open d'Inde à Cochin. Au championnat du monde de snooker, il échoue au dernier tour de qualification, battu dans la frame décisive par Scott Donaldson (10-9).
En novembre 2020, il rejoint la demi-finale au championnat du Royaume-Uni, où il est dominé par Judd Trump (6-2). À la fin de la saison, il est également quart de finaliste à l'Open de Gibraltar. Il est alors battu de peu par Jack Lisowski (4-3). Ses bons résultats lui permettent de se rapprocher du top 30 mondial. Il commence la saison 2021-2022 par un quart de finale à l'Open de Grande-Bretagne et atteint quelques mois plus tard son meilleur classement (28e mondial).  
Pourtant, le Chinois obtient son meilleur résultat en juillet 2022, lorsqu'il se qualifie pour sa première finale de classement au championnat de la ligue, en se débarrassant au passage de deux anciens champions du monde, Stuart Bingham et Mark Williams. Il est défait par Luca Brecel (3-1). Néanmoins, quelques mois après, il est suspendu comme plusieurs joueurs chinois pour suspicion de matchs truqués. Sa fédération finit par le suspendre jusqu'au 6 avril 2028, soit pour une durée de cinq ans.  

## Palmarès
| Légende | Catégorie                      | Titres                         | Finales                        |
|         | Tournois classés               | 0                              | 1                              |
|         | Tournois non classés           | 0                              | 0                              |
|         | Tournois amateurs              | 1                              | 0                              |
| Gras    | Tournois de la triple couronne | Tournois de la triple couronne | Tournois de la triple couronne |

### Titres
| Saison    | Nom du tournoi                                   | Lieu       | Finaliste    | Score | Tableau |
| 2013      | Championnat du monde amateur des moins de 21 ans | Daugavpils | Zhou Yuelong | 9-4   |         |
| 2022-2023 | Championnat de la ligue                          | Leicester  | Luca Brecel  | 1-3   | Tableau |